# Loaded (The Velvet Underground)
| Recensione       | Giudizio |
| ---------------- | -------- |
| AllMusic         | [ 2 ]    |
| Ondarock         | [ 3 ]    |
| Rolling Stone    | [ 4 ]    |
| Blender          | [ 5 ]    |
| Pitchfork        | [ 6 ]    |
| Piero Scaruffi   | [ 7 ]    |
| Robert Christgau | A        |

Loaded è il quarto album in studio della rock band statunitense The Velvet Underground, pubblicato nel 1970 dalla Cotillion, etichetta sussidiaria della Atlantic Records. Nel 2020 è stato inserito alla posizione n. 242 nella lista dei 500 migliori album secondo la rivista Rolling Stone.

## Storia
Fu l'estremo tentativo commerciale fatto dalla band per avere maggiori passaggi radiofonici e sfondare finalmente sul mercato. Doug Yule disse: «In Loaded ricevemmo grosse pressioni per produrre un singolo di successo, c'era questa mentalità allora, o avevi un singolo in cima alle classifiche, o non eri nessuno, così questo era l'obiettivo principale del gruppo all'epoca».
Il titolo stesso è un riferimento alle richieste della Atlantic Records di produrre un disco "carico" di brani di successo.
Lou Reed, che aveva lasciato la band poco dopo la registrazione, si lamentò che era stato pubblicato senza la sua approvazione e in particolare che i brani Sweet Jane e New Age erano stati ridotti per la pubblicazione del novembre 1970. Come riportato da Reed stesso: “La fine di Sweet Jane è stata tagliata via, la fine di New Age è stata tagliata via, l’assolo di chitarra su Train Round the Bend è stato sputtanato e corrotto. Come si può essere così stupidi? Hanno tolto tutto la forza da quelle canzoni”.
Nel 1997 la Rhino Records ha pubblicato la versione originale completa del disco, senza i tagli e le manipolazioni effettuate in studio dopo l'uscita di Lou Reed dalla band. Le prime copie originali dell'album non avevano silenzi di pausa tra le due prime canzoni del disco, Who Loves The Sun e Sweet Jane, con le prime note della seconda udibili appena la prima sfuma. Qualche ristampa successiva inserì qualche secondo di pausa tra una canzone e l'altra. Tutte le edizioni in CD di Loaded mantengono la sequenza iniziale senza interruzioni.
Il bassista Doug Yule canta come solista in quattro dei dieci brani dell'album e suona gran parte della strumentazione. La batteria non fu suonata da Maureen Tucker in quanto all'epoca era incinta ma venne comunque accreditata nelle note dell'album; al suo posto compare principalmente da Doug Yule e poi altri musicisti di studio, compresi l'ingegnere del suono Adrian Barber e il fratello di Doug Yule Billy. Lou Reed commentando Loaded disse: «Maureen non suona nell'album, ma per molte persone questo è il loro disco preferito dei Velvet Underground, questo dà un grosso scossone alla mitologia dei Velvet Underground... Viene ancora considerato un disco dei Velvet Underground, ma in realtà è qualcosa d'altro». Sterling Morrison disse che «L'album venne bene, la sua produzione è ottima, ma sarebbe potuto venire molto meglio se si fosse potuto avere la voce di Lou in buone condizioni che cantasse tutte le canzoni». Doug Yule ricorda che «Lou si appoggiò molto su di me in termini di supporto vocale e arrangiamenti musicali. Feci un sacco di lavoro su Loaded.».

### Ristampe
L'album è stato ufficialmente pubblicato su CD il 7 luglio 1987 dalla Warner Special Products. Curiosamente la durata di qualche brano indicata sul retro del CD è sbagliata, come nel caso di Sweet Jane che è indicata durare 3:55 mentre è lunga circa 3:18, e di New Age indicata 5:20 mentre dura 4:39.
Loaded è stato incluso nell'omnicomprensivo box set Peel Slowly and See, pubblicato il 26 settembre 1995 dalla Polydor Records. Il disco contiene versioni più lunghe di Sweet Jane e di New Age insieme a esibizioni live.
Il 18 febbraio 1997, la Rhino Records pubblicò la versione completa e lunga due CD di Loaded intitolata Fully Loaded, che contiene numerose versioni alternative, missaggi differenti e versioni demo dei brani di Loaded. Due di essi contengono le performance di Maureen Tucker (I'm Sticking with You demo, voce; I Found a Reason demo, batteria) e forse un cammeo di John Cale (l'organo sulla demo di Ocean, nonostante nelle note interne Cale stesso smentisca di essere lui a suonare).
Nel 2015 venne pubblicata una nuova edizione dell'album, Loaded (Re-Loaded 45th Anniversary Edition) composto da 5 dischi con diverse versioni stereo e mono rimasterizzate dell'album originale, due dischi dal vivo, demo, mix alternativi e outtake. Il primo disco live, Live at Max's Kansas City, è la registrazione di un concerto con la cantante fissa della Factory, Brigid Polk, del 23 agosto 1970, presumibilmente l'ultima sera di Reed come frontman della band, mentre il secondo fu registrato da uno spettatore su un registratore a bobina a maggio 1970 al Second Fret Club di Philadelphia con Reed, Yule e il chitarrista Sterling Morrison esibirsi senza un batterista.

## Copertina
La copertina presenta un disegno di Stanislaw Zagorski con l'entrata di una metropolitana da cui escono esalazioni in quanto il disegnatore era convinto che la band prendesse il nome dalla metropolitana (underground). Nel retro della copertina c'è una foto con il solo Doug Yule in uno studio pieno di strumenti.

## Accoglienza
Nonostante le recensioni positive l'album non entrò in classifica malgrado i quattro singoli con brani che vennero poi considerati fra i classici della band come Rock & Roll e Sweet Jane.
L'album fu reinterpretato dal vivo per intero dalla rock band Phish per il loro concerto di Halloween il 31 ottobre 1998.

## Tracce
- Tutte le canzoni sono scritte da Lou Reed.

Lato 1
1. Who Loves the Sun – 2:50
2. Sweet Jane – 3:55
3. Rock & Roll – 4:47
4. Cool It Down – 3:05
5. New Age – 5:20

Lato 2
1. Head Held High – 2:52
2. Lonesome Cowboy Bill – 2:48
3. I Found a Reason – 4:15
4. Train Round the Bend – 3:20
5. Oh! Sweet Nuthin' – 7:23

### EdizioneFully Loaded
Disco 1 (album originale)
1. Who Loves the Sun – 2:45
2. Sweet Jane (full-length version) – 4:06
3. Rock & Roll – 4:43
4. Cool It Down – 3:04
5. New Age (full-length version) – 5:07
6. Head Held High – 2:56
7. Lonesome Cowboy Bill – 2:43
8. I Found a Reason – 4:15
9. Train Round the Bend – 3:21
10. Oh! Sweet Nuthin' – 7:25
11. Ride into the Sun (demo) – 3:20
12. Ocean (Outtake) – 5:43
13. I'm Sticking with You (Outtake) – 3:06
14. I Love You (Demo) – 2:03
15. Rock & Roll (Alternate mix) – 4:41
16. Head Held High (Alternate mix) – 2:15

Disco 2 (Alternate album)
1. Who Loves the Sun (Alternate mix) – 2:59
2. Sweet Jane (Early version) – 5:22
3. Rock & Roll (Demo) – 4:45
4. Cool It Down (Early version) – 4:14
5. New Age (Full-length version) – 5:44
6. Head Held High (Early version) – 2:48
7. Lonesome Cowboy Bill (Early version) – 3:14
8. I Found a Reason (Demo) – 3:16
9. Train Round the Bend (Alternate version) – 4:36
10. Oh! Sweet Nuthin' (Early version) – 4:04
11. Ocean (Demo) – 6:27
12. I Love You (Outtake) – 2:03
13. Satellite of Love (Alternate demo) – 2:51
14. Oh Gin (Demo) – 2:54
15. Walk and Talk (Demo) – 2:47
16. Sad Song (Demo) – 3:43
17. Love Makes You Feel Ten Feet Tall (Demo) – 4.09

## Formazione
The Velvet Underground
- Lou Reed - voce, chitarra, pianoforte, armonica
- Sterling Morrison - chitarra, cori
- Doug Yule – basso, tastiere, chitarra, batteria, cori, voce in Who Loves the Sun, New Age, Lonesome Cowboy Bill e Oh! Sweet Nuthin'.
- Maureen Tucker – batteria (Accreditata, ma non suona realmente sul disco essendo in maternità. Canta solo nel demo di I'm Sticking With You e suona la batteria nel demo di I Found a Reason nella Fully Loaded Edition)

Musicisti aggiuntivi
- Adrian Barber – batteria in Who Loves the Sun
- Tommy Castanero – batteria in Cool It Down e Head Held High
- Billy Yule – batteria in Lonesome Cowboy Bill e Oh! Sweet Nuthin'
- John Cale – organo in Ocean (demo version)

Staff tecnico
- Adrian Barber – ingegnere del suono
- Geoff Haslam, Shel Kagan e The Velvet Underground – produzione